# Радчук, Василий Моисеевич
Васи́лий Моисе́евич Радчу́к (1919 — 1969, Сочи) — советский военачальник, командующий 1-й армией ПВО Особого назначения ордена Ленина Московского округа ПВО (1966—1969), генерал-лейтенант.

## Биография
Учился на энергетическом факультете Томского индустриального института. С июля 1941 года — в Красной Армии. Участник Великой Отечественной войны. Вступил в ВКП(б)/КПСС.
Служил командиром огневого взвода, заместителем командира и командиром 145-го отдельного зенитного артиллерийского бронепоезда, командиром 21-го отдельного зенитного артиллерийского дивизиона Резерва Верховного Главного Командования в составе Западного и 2-го Белорусского фронтов, майор. Награждён орденами Отечественной войны 2-й степени и Красной Звезды.
В послевоенные годы командовал отдельным дивизионом, зенитной ракетной частью, служил офицером Главного Штаба Войск ПВО страны.
В 1960—1962 годах — командир 19-й дивизии ПВО (штаб — в городе Васильков Киевской области Украинской ССР) 8-й отдельной армии ПВО. В 1962-1964 годах — заместитель командующего 8-й отдельной армии ПВО (штаб армии — в городе Киев). В 1964 году поступил в Военную академию Генерального штаба Вооружённых Сил СССР, которую окончил в 1966 году.
С 1966 года — командующий 1-й армией ПВО Особого назначения ордена Ленина (с 1968) Московского округа ПВО (штаб армии — город Балашиха Московской области).
Жил в Москве. Трагически погиб в 1969 году (утонул в Чёрном море во время отдыха в санатории имени М. В. Фрунзе). Похоронен в Москве на Новодевичьем кладбище.
Генерал-лейтенант (1967).

## Награды
- орден Отечественной войны 2-й степени (25.10.1944 [1]);
- 2 ордена Красной Звезды (в т. ч. 29.05.1945[2]);
- медали СССР.